# Eurybiacris bifida
Eurybiacris bifida är en insektsart som beskrevs av Marius Descamps 1979. Eurybiacris bifida ingår i släktet Eurybiacris och familjen gräshoppor. Inga underarter finns listade i Catalogue of Life.